# Società Ginnastica Sampierdarenese 1919-1920
Questa pagina raccoglie i dati riguardanti la Società Ginnastica Sampierdarenese nelle competizioni ufficiali della stagione 1919-1920.

## Stagione
Dopo il letargo dei campionati dovuto alla grande guerra, nel 1919 il club era finanziariamente allo stremo, e fu assorbito dalla sezione calcio della Società Ginnastica Sampierdarenese. In realtà, sarebbe più corretto affermare il contrario visto che la nuova squadra, la S.G. Sampierdarenese, guadagnò il diritto di iscriversi alla Prima Categoria in virtù del titolo sportivo della Pro Liguria, che era in massima serie al momento della sospensione dei campionati a causa del conflitto mondiale già in atto.
Terminò la stagione con il quarto posto frutto di 2 vittorie e 3 pareggi e 5 sconfitte in 10 incontri, con 12 reti fatte e 28 subite.

## Divise
Pare che l'ultima divisa dell'A.C. Ligure fosse bianca con una banda orizzontale rossa. Per questa ragione la nuova Sampierdarenese aggiunse una banda rossa orizzontale alla sua divisa, fino a quel momento bianconera. Si può perciò affermare che il rosso, dei quattro colori tradizionali della Sampdoria, sia derivato non direttamente dalla Sampierdarenese, ma dall'antica AC Ligure.
| Prima divisa |

## Organigramma societario
Area direttiva
- Presidente: Enrico De Amicis

Area tecnica
- Allenatore: Commissione Tecnica

## Rosa
| N. |                   | Ruolo | Calciatore                      |
| -- | ----------------- | ----- | ------------------------------- |
|    | Italia (bandiera) | P     | Corrado Boldrini (I) (capitano) |
|    | Italia (bandiera) | P     | Cevenini                        |
|    | Italia (bandiera) | D     | Delfo Bellini                   |
|    | Italia (bandiera) | D     | Agostino Casanova               |
|    | Italia (bandiera) | D     | Salvatore Profumo               |
|    | Italia (bandiera) | D     | Augusto Guagnino                |
|    | Italia (bandiera) | D     | Arturo Michelini                |
|    | Italia (bandiera) | C     | Renato Boldrini (II)            |
|    | Italia (bandiera) | C     | Luigi Bussalino                 |
|    | Italia (bandiera) | C     | Ercole Carzino (II)             |
|    | Italia (bandiera) | C     | Luigi Dapelo                    |
|    | Italia (bandiera) | C     | Carlo Pittaluga                 |
|    | Italia (bandiera) | C     | Annibale Riva                   |
|    | Italia (bandiera) | C     | Guardini                        |
|    | Italia (bandiera) | C     | Biguzzoli                       |

| N. |                   | Ruolo | Calciatore              |
| -- | ----------------- | ----- | ----------------------- |
|    | Italia (bandiera) | A     | Antonio Frugoni (I)     |
|    | Italia (bandiera) | A     | Bartolomeo Frugoni (II) |
|    | Italia (bandiera) | A     | Mario Giacomo Aloise    |
|    | Italia (bandiera) | A     | Sirio Castelli (I)      |
|    | Italia (bandiera) | A     | Pierino Castelli (II)   |
|    | Italia (bandiera) | A     | Rodolfo Melani          |
|    | Italia (bandiera) | A     | Armando Molinari        |
|    | Italia (bandiera) | A     | Beniamino Massarello    |
|    | Italia (bandiera) | A     | Luigi Incontri          |
|    | Italia (bandiera) | A     | Armando Cereseto        |
|    | Italia (bandiera) | A     | Luigi Pezzuto           |
|    | Italia (bandiera) | A     | Carlo Rodiani           |
|    | Italia (bandiera) | A     | Giuseppe Rolla          |
|    | Italia (bandiera) | A     | Ettore Siegrist         |
|    | Italia (bandiera) | A     | Amedeo Storace          |

## Calciomercato
| Acquisti | Acquisti             | Acquisti               | Acquisti   |
| R.       | Nome                 | da                     | Modalità   |
| -------- | -------------------- | ---------------------- | ---------- |
| P        | Corrado Boldrini (I) | AC Ligure              | definitivo |
| D        | Salvatore Profumo    | Genoa                  | prestito   |
| D        | Carlo Pittaluga      | AC Ligure              | definitivo |
| A        | Armando Cereseto     | AC Ligure              | definitivo |
| D        | Luigi Bussalino      | ????                   |            |
| A        | Pierino Castelli     | Sampierdarenese (ris.) | definitivo |
| A        | Sirio Castelli       | Sampierdarenese (ris.) | definitivo |
| A        | Augusto Guadagni     | ????                   |            |
| A        | Guardini             | ????                   |            |
| A        | Luigi Incontri       | ????                   |            |
| A        | Armando Molinari     | Fine carriera          |            |
| A        | Ettore Siegrist      | Rivarolese             | definitivo |
| A        | Beniamino Massarello | ????                   |            |
| A        | Luigi Pezzuto        | ????                   |            |
| A        | Annibale Riva        | ????                   |            |
| A        | Carlo Rodiani        | ????                   |            |
| A        | Giuseppe Rolla       | ????                   |            |

| Cessioni | Cessioni             | Cessioni               | Cessioni   |
| R.       | Nome                 | a                      | Modalità   |
| -------- | -------------------- | ---------------------- | ---------- |
| P        | Grosso               | ????                   |            |
| P        | Enrico Carzino       | Virtus Spezia          | prestito   |
| A        | Carlo Migone         | ????                   |            |
| A        | Mario Garrone        | ????                   |            |
| A        | Pietro Mazzella      | Sampierdarenese (ris.) |            |
| A        | Ermenegildo Melandri | Sampierdarenese (ris.) |            |
| A        | Croce                | ????                   |            |
| A        | Giuseppe Gatti       | Spezia                 | definitivo |

## Risultati

### Prima Categoria

#### Qualificazioni
| Arbitro: | Vagge (Genova) |

|                    |           |  |
| De Nardo 4’ (aut.) | Marcatori |  |

#### Girone ligure

##### Girone di andata
| Arbitro: | Stella (Genova) |

|                            |           |             |
| Giorgini 60’ Neri 75’, 80’ | Marcatori | 8’ Guagnino |

| Arbitro: | Storace (Genova) |

|               |           |                |
| Michelini 40’ | Marcatori | 20’ Chiominato |

| Arbitro: | Terzolo (Genova) |

|                         |           |                                 |
| Poggi I 34’ Roggero 41’ | Marcatori | 57’, 80’ Michelini 65’ Molinari |

| Genova 2 novembre 1919 4ª giornata | Spes Genova     | 0 – 0 | Sampierdarenese | Campo di via Tripoli\| Arbitro: \| Stella (Genova) \| |
| Arbitro:                           | Stella (Genova) |       |                 |                                                       |

| Arbitro: | Venini (Genova) |

|                                    |           |  |
| Santamaria 16’, 74’ Sardi 44’, 89’ | Marcatori |  |

##### Girone di ritorno
| Arbitro: | Barnabò (Milano) |

|                                          |           |                                    |
| Melani 38’, 70’ Bellini 43’ Guadagni 75’ | Marcatori | 24’, 60’, 80’ Repetto 89’ Giorgini |

| Arbitro: | Cattaneo (Milano) |

|                                                      |           |              |
| Chiominato 12’ Passano 42’ Bagnasco 47’ Gavoglio 81’ | Marcatori | 22’ Siegrist |

| Arbitro: | Sanguineti (Genova) |

|                |           |                   |
| Frugoni II 21’ | Marcatori | 25’, 31’ Esposito |

| Arbitro: | Storace (Genova) |

|              |           |  |
| Castello 25’ | Marcatori |  |

| Arbitro: | Galbiati (Milano) |

|  |           |                                                              |
|  | Marcatori | 3’, 23’, 72’ Sardi 34’, 60’, 70’, 80’ Brezzi 65’ Bergamino I |

## Statistiche

### Statistiche di squadra
| Competizione    | Punti | In casa | In casa | In casa | In casa | In casa | In casa | In trasferta | In trasferta | In trasferta | In trasferta | In trasferta | In trasferta | Totale | Totale | Totale | Totale | Totale | Totale | DR  |
| Competizione    | Punti | G       | V       | N       | P       | Gf      | Gs      | G            | V            | N            | P            | Gf           | Gs           | G      | V      | N      | P      | Gf     | Gs     | DR  |
| --------------- | ----- | ------- | ------- | ------- | ------- | ------- | ------- | ------------ | ------------ | ------------ | ------------ | ------------ | ------------ | ------ | ------ | ------ | ------ | ------ | ------ | --- |
| Prima Categoria | 7     | 5       | 1       | 2       | 2       | 6       | 15      | 5            | 1            | 1            | 3            | 5            | 13           | 10     | 2      | 3      | 5      | 12     | 28     | -16 |

### Statistiche dei giocatori
Fonte:
| Giocatore      | Prima Categoria | Prima Categoria | Qualificazione | Qualificazione | Totale   | Totale |
| Giocatore      | Presenze        | Reti            | Presenze       | Reti           | Presenze | Reti   |
| -------------- | --------------- | --------------- | -------------- | -------------- | -------- | ------ |
| D. Bellini     | 11              | 1               | 1              | 0              | 12       | 1      |
| ?. Biguzzoli   | 2               | 0               | 0              | 0              | 2        | 0      |
| C. Boldrini I  | 11              | 0               | 1              | 0              | 12       | 0      |
| R. Boldrini II | 1               | 0               | 0              | 0              | 1        | 0      |
| L. Bussalino   | 5               | 0               | 0              | 0              | 5        | 0      |
| E. Carzino II  | 7               | 0               | 1              | 0              | 8        | 0      |
| A. Casanova    | 9               | 0               | 0              | 0              | 9        | 0      |
| S. Castelli I  | 4               | 0               | 0              | 0              | 4        | 0      |
| P. Castelli II | 3               | 1               | 0              | 0              | 3        | 1      |
| A. Cereseto    | 2               | 0               | 1              | 0              | 3        | 0      |
| L. Dapelo      | 6               | 0               | 1              | 0              | 7        | 0      |
| A. Frugoni I   | 3               | 0               | 1              | 0              | 4        | 0      |
| B. Frugoni II  | 5               | 1               | 1              | 0              | 6        | 1      |
| A. Guagnino    | 7               | 2               | 1              | 0              | 8        | 2      |
| ?. Guardini    | 4               | 0               | 0              | 0              | 4        | 0      |
| L. Incontri    | 4               | 0               | 0              | 0              | 4        | 0      |
| B. Massarello  | 1               | 0               | 0              | 0              | 1        | 0      |
| R. Melani      | 1               | 0               | 0              | 0              | 1        | 0      |
| A. Michelini   | 10              | 3               | 1              | 0              | 11       | 3      |
| A. Molinari    | 5               | 1               | 0              | 0              | 5        | 1      |
| L. Pezzuto     | 1               | 0               | 0              | 0              | 1        | 0      |
| C. Pittaluga   | 9               | 0               | 1              | 0              | 10       | 0      |
| S. Profumo     | 1               | 0               | 0              | 0              | 1        | 0      |
| A. Riva        | 1               | 0               | 0              | 0              | 1        | 0      |
| C. Rodani      | 1               | 0               | 0              | 0              | 1        | 0      |
| G. Rolla       | 1               | 0               | 0              | 0              | 1        | 0      |
| E. Siegrist    | 6               | 1               | 1              | 0              | 7        | 1      |